# Fundación Pare Manel
La Fundación Pare Manel es una institución sin ánimo de lucro fundada el 2004 por Manuel Pousa Engroñat, implicada en acciones sociales y educativas en los barrios de Verdún-Les Roquetes de Barcelona. Sus proyectos se centran en el desarrollo de los derechos y la calidad de vida de las personas que pueden encontrarse en situación de vulnerabilidad, principalmente en los ámbitos de la infancia, juventud y el penitenciario.
Es una entidad fundamentada en el voluntariado con el soporte de trabajadores profesionales, cuya prioridad es la de apoyar a niños, jóvenes y familias del barrio en situación de vulnerabilidad social, apoyando la socialización y buscando la igualdad de oportunidades. Su actividad económica proviene de subvenciones públicas y privadas.

## Historia
La fundación fue creada en 2004 por Manuel Pousa Engroñat junto a un grupo de mujeres del barrio de Verdún de la ciudad española de Barcelona. El Pare Manel, como lo conocían en el barrio, se dedicó desde la década de 1970 a ayudar a los jóvenes con problemas de adicción a las drogas durante lo que se ha llamado la epidemia de la heroína del siglo XX; y posteriormente empezó a trabajar en la reinserción de muchos de aquellos jóvenes que acabaron en prisión. La fundación tuvo como precursora la Asociació Grup Muntanyès, fundada en el año 1993.
Ha recibido varios premios de ámbito local como el premio Nou Barris en 2009 o la Placa al Treball President Macià de 2013 de la Generalidad de Cataluña.
A su muerte en 2021, se celebró un festival musical de al estilo del que organizaba anualmente el pare Manel, denominado Guanya't el cel amb el Pare Manel (en castellano Gánate el cielo con el Pare Manel), para recoger fondos para la fundación.

## Proyectos
La fundación lleva a cabo varios proyectos socioeducativos enfocados en distintos colectivos en situación de riesgo. Una de las líneas principales de actuación de la fundación son los menores de edad en situación de vulnerabilidad, y para ello gestiona varios centros con finalidades distintas. Por un lado tiene un centro de atención y apoyo a los infantes y familias en riesgo de exclusión social, llamado Centre Obert Muntanyès; y una escuela para menores de 6 años basada en la perspectiva de la educación viva. También tiene una área de actuación a través del deporte con la Associació Esportiva Babar, activa desde el año 1985.
Otra de las líneas de trabajo de la fundación es el área de reinserción laboral gestionando un Punto Òmnia en Verdún. Un Punto Omnia es un punto de atención comunitario para facilitar la adquisición de las competencias digitales necesarias para el desarrollo personal y colectivo en un entorno digital. Este es un programa del Departamento de Trabajo y Asuntos Sociales de la Generalitat de Cataluña, en funcionamiento desde el año 1999. Otra iniciativa del ámbito ocupacional y de la reinserción laboral de la fundación es el proyecto Perifèrica 9B, un servicio gratuito de reparto de producto fresco a domicilio para gente mayor o con movilidad reducida, organizado en colaboración con proyecto del ayuntamiento Barcelona Activa.
La organización también ha servido de plataforma desde donde la gente voluntaria del barrio se ha podido organizar para montar diferentes acciones puntuales de ayuda, como servir de punto de apoyo al banco de alimentos local, organizar la donación de ordenadores o fabricar mascarillas durante la pandemia de COVID-19.